# Консервативна България
Консервативна България (до 2022 г. Национален фронт за спасение на България, с абревиатура: НФСБ) е българска националистическа политическа партия, учредена на 17 май 2011 г. в град Бургас.

## История
Партията се учредява на 17 май 2011 година в спортна зала „Бойчо Брънзов“ в ж.к. „Зорница“, град Бургас. Присъстват над 820 души от цялата страна, основно от градовете: Варна, Шумен, Асеновград, Пазарджик, Пловдив, Враца, Свиленград, Ловеч, Чирпан, Стара Загора, Видин и Добрич. 
При образуването си партията избира трима съпредседатели – Валери Симеонов, Валентин Касабов и Данчо Хаджиев. За секретар на партията форумът единодушно избира Мария Петрова. В Националния политически съвет влизат 19 души – общинските съветници „Независими“ от Бургас и водещите на предавания на телевизия СКАТ: Гинка Дянкова, Здравко Сталев, Ивайло Стаматов, Петьо Георгиев, Велизар Енчев, Стефан Солаков, Любомир Желев, Силвия Трендафилова, Мария Цветкова, Венцислав Тоцев, Валентин Фъртунов, Севдалина Пенева, Георги Костадинов, Ангел Божидаров и синът на писателя Николай Хайтов – скулпторът Александър Хайтов. Сред учредителите на партията е и бившият областен председател на СДС в града Владимир Павлов.
За химн на партията е избрана песента „Шуми Марица“, с текст на Иван Вазов.
На 12 август 2013 г. на специална пресконференция е обявено, че ГОРД на Слави Бинев се влива в структурата на НФСБ. По-късно същото правят ПП „Средна европейска класа“, ПП „НИЕ“, сдружение „Патриот“ и ПП „Целокупна България“.
На 18 юли 2014 г. ПП „НФСБ“ отказва предложението на Николай Бареков и „България без цензура“ и отправя покана към „ВМРО - Българско национално движение“ да се присъедини към обединението Патриотичен фронт. На 3 август 2014 г. е подписано коалиционното споразумение за предсрочните избори на 5 октомври 2014 г. В него влизат още партиите и организациите „ГОРД“, „НИЕ“, „СЕК“, сдружение „Патриот“, „Целокупна България“, „Национално движение БГ патриот“, Съюз на патриотичните сили „Защита“, Национално сдружение на запасното войнство „За честта на пагона“, „Национално движение за спасение на Отечеството“, „Национал-демократична партия“, „Свобода“ и „Възраждане на отечеството“.
През 2021 г. Обединени патриоти се разпада, след като ВМРО – Българско национално движение изявяват желание да се явят сами на парламентарните избори. Скоро след това, Веселин Марешки и Валери Симеонов обявяват коалиция между Воля и НФСБ. Към тях се присъединяват още Обединена социалдемокрация, Българска социалдемократическа партия, Християндемократическа партия на България, Радикалдемократическа партия, Български демократичен съюз „Радикали“ и Български земеделски народен съюз.
През декември партията е оглавена от Борис Ячев.
На 20 ноември 2022 г. в зала „Съединение“ в Пловдив се провежда извънреден Конгрес на партията, свикан от националното ръководство, на него се взима решение НФСБ да се преименува на „Консервативна България“.

## Ръководство
- Председател – Борис Ячев
- Заместник-председател – Христиан Митев
- Заместник-председател – Венера Тодорова
- Заместник-председател – Данчо Хаджиев
- Секретар – Мария Петрова[3]

## Председатели
- Валери Симеонов, Валентин Касабов, Данчо Хаджиев (2011 – 2014)
- Валери Симеонов (2014 – 2021)
- Борис Ячев (от 2021 г.)

## Органи
- Национални – Конгрес, Национален политически съвет, Национален изпълнителен комитет
- Териториални – Регионални координатори, Областни комитети, Партийни организации, Партийни отговорници

## Символи
- Партийният цвят е тъмносин.
- Емблемата на партията представлява правоъгълник със заоблени ръбове, в който на тъмносин фон е изобразена картата на България в цветовете на националния трибагреник и надпис с главни букви НФСБ.
- Печатът на партията е кръгъл и съдържа емблемата на партията и надпис „Национален фронт за спасение на България“.

## Участия в избори
Партията взема участие в президентските и местните избори през 2011 година.

### Президентски

#### 2011
На Президентските избори през 2011 година партията издига двойката:
- Стефан Солаков – за президент
- Галина Василева – за вицепрезидент

Те се класират 5-и, като получават 84 205 валидни гласа или 2,50% подкрепа от избирателите.

#### 2016
На 28 юли 2016 г. инициативен комитет на патриотични организации издига Красимир Каракачанов от ВМРО-БНД за кандидат за президент, а за негов вицепрезидент е предложен Явор Нотев от „Атака“. Двойката получава подкрепата на Патриотичния фронт (НФСБ и ВМРО) и „Атака“ за Президентските избори през 2016 г. На 30 септември 2016 г. те се регистрират в ЦИК като „Обединени патриоти – НФСБ, Атака и ВМРО“. Получават 14,97% на изборите или подкрепата на 573 016 български граждани, което им отрежда трето място. На балотажа патриотите не дават подкрепата си нито за Румен Радев, нито за Цецка Цачева.
| Година | Избори    | Гласове | %     | Резултат                  |
| ------ | --------- | ------- | ----- | ------------------------- |
| 2011   | Президент | 84 205  | 2,50  | Пето място на първия тур  |
| 2016   | Президент | 573 016 | 14,97 | Трето място на първия тур |

### Местни

#### 2011
На местните избори в Бургас през 2011 година председателят на партията Валери Симеонов остава на второ място, като подкрепа за него дават 11,25% от бургазлии. През 2015 г. партията издига за кмет на Бургас д-р Бойко Миразчийски от гражданската си квота. Той получава 5234 гласа или 6,17% подкрепа от бургазлии.

#### 2015
НФСБ взима 1 общински пост.
| Година | Избори                | Гласове | %     | Резултат    |
| ------ | --------------------- | ------- | ----- | ----------- |
| 2011   | Кмет на община Бургас | 10 672  | 11,25 | Второ място |
| 2015   | Кмет на община Бургас | 5234    | 6,17  | Второ място |
| 2019   | Кмет на община Бургас | 1833    | 2,51  | Шесто място |

| Година | Избори                          | Гласове | %     | Резултат |
| ------ | ------------------------------- | ------- | ----- | -------- |
| 2011   | Общински съвет на община Бургас | 10 979  | 11,64 | 7 / 51   |
| 2015   | Общински съвет на община Бургас | 5234    | 6,17  | 4 / 51   |
| 2019   | Общински съвет на община Бургас | 2074    | 3,25  | 2 / 51   |

### Парламентарни
При обработени 100% от секционните протоколи от районните избирателни комисии в страната от парламентарните избори на 12 май 2013 г. става ясно, че ПП „Национален фронт за спасение на България“ събира 3,703%(131 169 гласа) като изпреварва партии като СДС, ДСБ и РЗС (част от последното XLI НС), но остава извън НС.
| Година | Избори           | Гласове | %    | Резултат |
| ------ | ---------------- | ------- | ---- | -------- |
| 2013   | Народно събрание | 131 169 | 3,70 | 0 / 240  |
| 2014*  | Народно събрание | 239 101 | 7,28 | 19 / 240 |
| 2017*  | Народно събрание | 318 513 | 9,07 | 27 / 240 |
| 2021*  | Народно събрание | 75 921  | 2,37 | 0 / 240  |
| 2021*  | Народно събрание | 85 795  | 3,14 | 0 / 240  |
| 2021*  | Народно събрания | 8584    | 0,33 | 0 / 240  |
| 2022   | Народно събрания | 3 520   | 0,14 | 0 / 240  |
| 2024*  | Народно събрание | 33 613  | 1.57 | 0 / 240  |

- На изборите през 2014 г. участва като част от коалиция „Патриотичен фронт“, а от НФСБ са избрани 11 депутати.
- На изборите през 2017 г. участва като част от коалиция „Обединени патриоти“, а от НФСБ са избрани 9 депутати.
- На изборите през 2021 г. участва като част от коалиция Патриотична коалиция – Воля и НФСБ, която остава извън парламента.
- На Парламентарни избори в България (юли 2021) участва като част от коалиция Българските патриоти, заедно с ВОЛЯ и ВМРО, но остават извън парламента.
- На Парламентарни избори в България (ноември 2021) участват в коалиция Патриотичен фронт (2021).

### Европейски парламент
На изборите за европейски парламент на 25 май 2014 г. НФСБ получава 3,053%.
| Година | Избори               | Гласове | %    | Резултат |
| ------ | -------------------- | ------- | ---- | -------- |
| 2014   | Европейски парламент | 68 376  | 3,05 | 0 / 17   |
| 2019*  | Европейски парламент | 22 421  | 1,15 | 0 / 17   |

На изборите през 2019 г. участва като част от коалиция „Патриоти за Валери Симеонов – НФСБ и СЕК“.